# シングルベース火薬

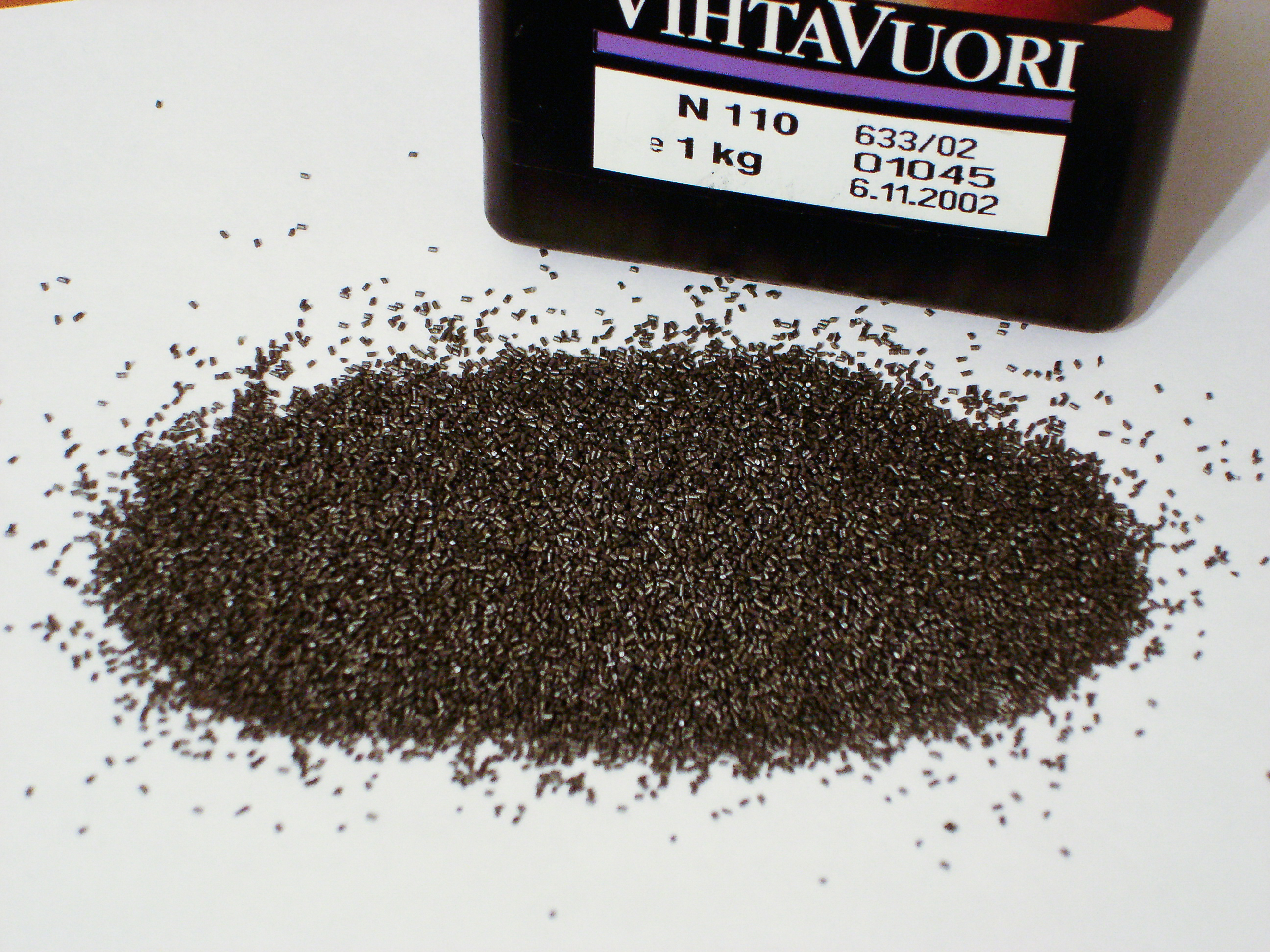
シングルベース火薬

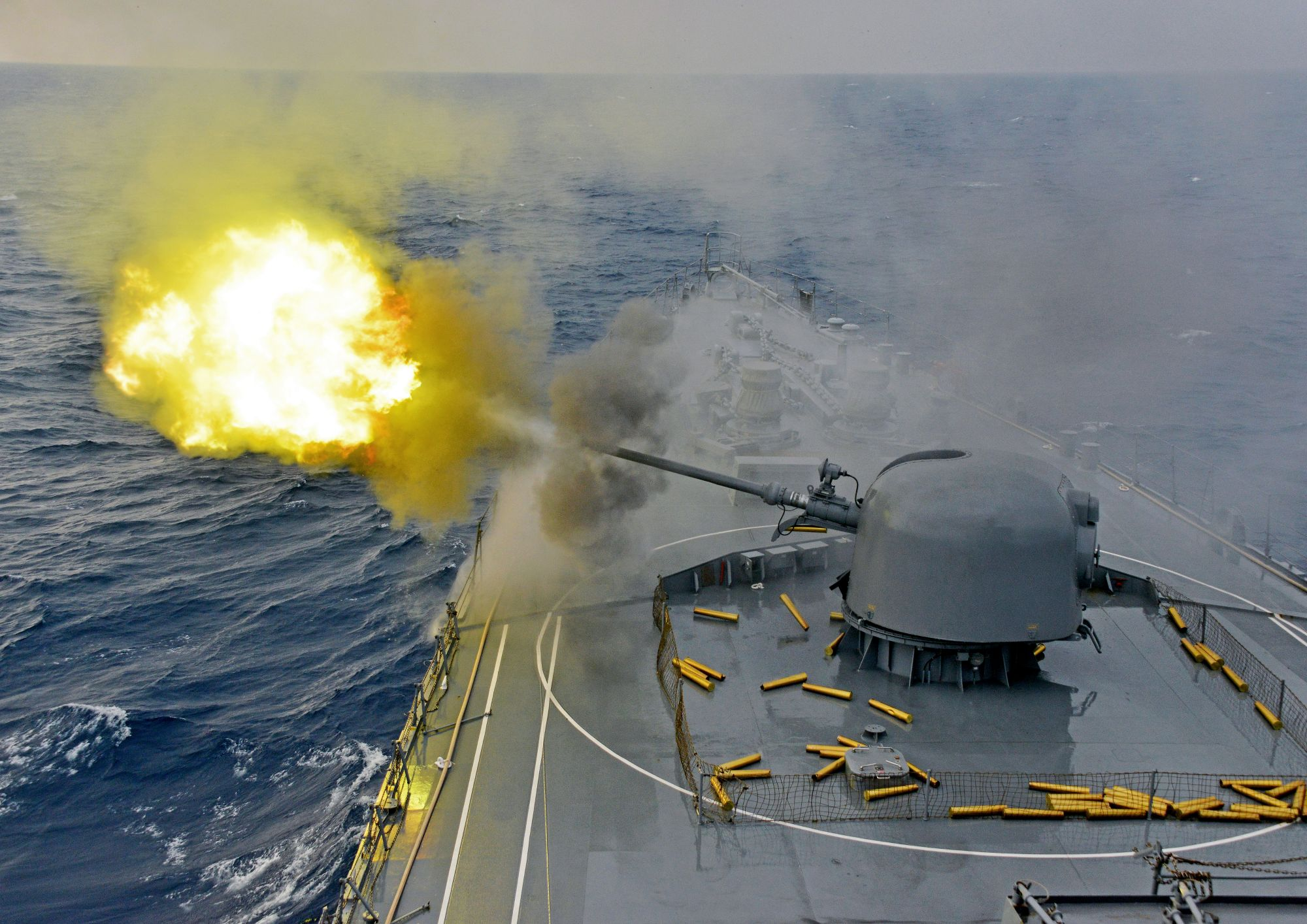
シングルベース火薬を使用するオート・メラーラ76mm砲の射撃。一次火炎と煙の量が若干多いのがわかる。

シングルベース火薬(single base powder)とは、ニトロセルロースだけを基剤とし、膠化剤、安定剤、緩燃剤、焼食抑制剤、消炎剤を添加した無煙火薬の一種。
無煙火薬の中では安価であり、主に小火器の発射薬として使用される。静電気防止のために黒鉛光沢処理を施されているので外観は黒色の粒になっている。

## 組成
- ニトロセルロース：約84 - 87%
- ジニトロトルエン - 約8 - 10%
- その他 - 約3 - 8%

## 代表的な製品の値
アメリカ軍正式採用のM1火薬

### 組成
| 基剤       | ニトロセルロース | 84.2％ |
| 緩燃剤     | ジニトロトルエン | 9.9％  |
| 焼食抑制剤 | フタル酸ジブチル | 4.9％  |
| 安定剤     | ジフェニルアミン | 1.0％  |

### 燃焼値
- 火炎温度：2417K
- 火薬力：911J/g
- 燃焼生成ガス
  - 二酸化炭素 2.32 mol/Kg
  - 一酸化炭素 22.84 mol/Kg
  - 水　　　　 5.81 mol/Kg
  - 水素ガス　 9.55 mol/Kg
  - 窒素ガス　 4.39 mol/Kg
- 爆発熱：700 cal/g
- 比熱比：1.259
- 仮比重：1.57 g/cm3

## 添加剤
膠化剤
ニトロセルロースの形を形成するために添加され、安定剤をかねる物もある。可塑剤または不揮発性溶剤と呼ばれる場合もある。
酸化剤型と燃料型がある。
酸化剤型
- 二硝化ジエチレングリコール
- 二硝化シエタノールニトラミン

燃料型
- ジブチルフタレート
- ジエチルフタレート
- トリアセチン

安定剤
ニトロセルロースには自然分解を起す性質があるため、これを抑制して火薬の寿命を延ばすために安定剤を加える。
- エチルセントラリット
- 炭酸水素ナトリウム
- 酸化マグネシウム
- ジフェニルアミン

緩燃剤
火薬の燃焼速度は粒の表面積に影響されるが、初期の燃焼速度が速くなりすぎて圧力が急上昇するのを防ぐ目的で添加される。
通常は火薬粒の表面から染込ませることで表面を内部よりも緩燃性にする。
- ジニトロトルエン
- ジブチルフタレート

焼食抑制剤
燃焼温度が高いと銃・砲身内面が侵食されるが、これを焼食といい、銃・砲身の寿命を縮めることになる。そのため、燃焼温度を抑えて焼食を抑制する目的で添加される。
- ニトログアニジン
- ステアリン酸ブチル
- グルタミン酸ナトリウム
- フタル酸ジブチル

消炎剤
銃口から出る炎には薬室内での燃焼から出る一次火炎と銃口から出た後で空気中の酸素と反応して出る二次火炎がある。
二次火炎の方が輝度が大きく使用者の視界に悪影響を与えるため、これを抑制するために添加する。
ただし、カリウム分を添加しすぎると今度はガス中の粒子分が増えて煙が使用者の視界に悪影響を与えるため添加するバランスが難しい。
- 硫酸カリウム
- 硝酸カリウム
- 硝酸バリウム

光沢剤
火薬表面の電導性を良くして静電気が溜まらない様にする。
火薬粉末の流動性を良くして填性を良くする。
- グラファイト

## 特徴
- 安価である
- ダブルベース火薬よりも発生ガス容量が大きく、焼食も少ない。ただし、推進力は少なく、砲口炎が多い。このことから主に小火器弾に用いられる。